# La Porrassa
La Porrassa – miejscowość w Hiszpanii, stary majątek, na Balerach, na zachodniej Majorce, w comarce Serra de Tramuntana, w gminie Calvià.
Według danych INE z 2005 miejscowość zamieszkiwało 146 osób. Numer kierunkowy to +34.